# Guiller
Carlos Guillermo Caldas Cuya (Lima, 8 de junio de 1942-Lima, 24 de junio de 2021), conocido por su nombre artístico Guiller, fue un cantante y guitarrista peruano, que ha consolidado su carrera artística en el bolero, siendo uno de los intérpretes del dicho género en su país.

## Biografía

### Primeros años
Nació el 8 de junio de 1942 en el distrito de Lima de la provincia homónima. Proveniente de una familia de clase baja, fue el primer hijo de Carlos Caldas y Gregoria Cuya. Al año de nacido, se muda al otro distrito de la capital, Breña, donde realizó sus primeros años.
Desde temprana edad, mostró su interés por la música y al fallecer su padre en el año 1953, comienza a trabajar en diferentes oficios; siendo como hijo mayor, se convertiría en el sustento de su familia. A los 14 años, inicia su trabajo como ayudante de la fábrica de la marca de chocolates El Tigre. Además, Caldas también se desempeñaba como jefe de operaciones en la empresa Peruvian Packets.
Tras recibir el regalo de su madre, comenzó a tocar la guitarra y a la par cantaba; formando con sus amigos un trío musical por afición. Junto a ellos, se presentaba en diferentes fiestas de la casa de la familia Cano, realizando serenatas. En esa época, contraería una relación sentimental Sonia Cano, con quién años más tarde, se convertiría en su esposa y madre de sus cuatro hijos. Al poco tiempo después, abandona su profesión para desarrollar su faceta musical.

### Trayectoria
Tras varios intentos debido a que su nombre real no cuadraba, Caldas ha decidido buscar un nombre artístico de la mano del productor discográfico Manuel Miyashiro, quién lo ayudaría por completo a su carrera artística. Según sus declaraciones, en forma de broma, Miyashiro quiso que se nombrara Gillete como la marca de afeitadores homónima, ya que Caldas hizo una referencia que Guille es el acortamiento de Guillermo. Finalmente, Caldas escogió Guiller como nombre artístico, con una pronunciación de una letra L. Gracias a ello, comenzaría su carrera musical interpretando las canciones compuestas por Miyashiro allá por 1971.[cita requerida]
Años después, en 1979 recibe la colaboración del trío musical Los Zagales para la elaboración de los temas «Cautivo» y «Allá en la montaña», obteniendo una gran aceptación en los show de Lima Metropolitana. Fruto de su popularidad como cantante de boleros, firma para la disquera INFOPESA como artista exclusivo, siendo nombrado por la prensa como «el bolerista del año». En ese mismo año, grabó su segundo sencillo con INFOPESA, incluyendo los temas «En la cumbre», «¿Por qué?», «Partes del matrimonio» y «Sólo Dios».
Lanza su álbum de estudio La historia del bolero cantinero en el año 1980, la cual Guiller interpreta sus siguientes proyectos: «¿Dónde estás Yolanda?», «Mi locura», «Gotitas de dolor» y «Embrujo». En 1984, elabora su siguiente sencillo El rey de las rockolas para el sello Horóscopo, comprendiendo los temas «El divorcio» y «Nuestro pecado».
Pero fue con el sencillo «El rey de las cantinas», donde alcanzaría al estrellato, siendo éste su tema símbolo de su carrera artística y se origina su propio apelativo.[cita requerida] Fue invitado ocasionalmente a diferentes programas televisivos de su país.[cita requerida] Este tema musical compuesto por Marcial Chito Gadino, se basa en un hombre típico de los bares de la sociedad peruana, que está sufriendo por el amor no correspondido. En el año 1998, lanzó su primer álbum recopilatorio El rey de las cantinas para el portal El Popular, comprendido su éxito musical, así como las otras producciones como «La loca», «Vacío», «El divorcio», «El juguetito», «El bacán», «Corazón de madera» y «Ese borracho soy yo». Gracias a ello, le permitió ser otorgado con el Premio Estímulo Musical Eduardo Márquez Talledo del Apdayc. 
Con el pasar de los años, realiza giras internacionales con lo mejor de su repertorio musical, especialmente, trasladando su música a Argentina. En el año 2021, celebró sus bodas de oro de trayectoria artística a través de un concierto virtual en su país.

### Fallecimiento
Producto de sus complicaciones del COVID-19, Guiller fue trasladado al Hospital Alberto Sabogal Solonguren, en el distrito de Bellavista, en unidad de cuidados intensivos. Debido a su estado grave, fue traslado al Hospital Octavio Mongrut de Ate, donde falleció el 24 de junio del mismo año a los 79 años tras un mes de luchar contra la enfermedad.
Tras su deceso, algunos artistas locales como Manolo Rojas y Ernesto Pimentel, así como el Ministerio de Cultura del Perú, mostraron sus condolencias a la familia Caldas. Sus restos fueron velados en su domicilio en el distrito de San Borja para luego ser enterrados en una reunión privada por el estado de emergencia.

## Discografía
- 1980: La historia del bolero
- 1984: El rey de las rockolas
- 1998: El rey de las cantinas